# Шебрилово
Шебрилово или Зембил махала (на гръцки: Πευκόλοφος, Певколофос, до 1927 година Σεμπήλ Μαχαλά, Сембил махала) е обезлюдено село в Република Гърция, разположено на територията на дем Бук (Паранести) в област Източна Македония и Тракия.

## География
Село Буково е разположено на южните склонове на Родопите, югоизточно от Лъджа (Термия).

## История
Селото вероятно в началото на XX век е помашко. То не фигурира в гръцката статистика от 1913 година, а в 1920 година има 316 жители. През 1923 година жителите на Шебрилово са изселени в Турция по силата на Лозанския договор и на тяхно място са настанени 27 гръцки бежански семейства. През 1927 година името на селото е сменено на Певколофос. По-късно новите колонисти напускат селото и то е заличено.
| Година    | 1913 | 1920 | 1928 | 1940 | 1951 | 1961 | 1971 | 1981 | 1991 | 2001 | 2011 | 2021 |
| --------- | ---- | ---- | ---- | ---- | ---- | ---- | ---- | ---- | ---- | ---- | ---- | ---- |
| Население |      | 316  | 88   |      |      |      |      |      |      |      |      |      |